# Umm al-Qaiwain (ciutat)
La ciutat d'Umm al-Qaiwain o Umm al-Quwain (àrab: أم القيوين, Umm al-Qaywayn) és la capital de l'emirat del mateix nom als Emirats Àrabs Units.
Es troba a una península formada per un khor o entrant d'aigua que la separa de terra ferma excepte pel sud. El khor té diverses illes. Modernes instal·lacions s'han construït als darrers anys a la part oriental del khor (incloent les dependencies de la municipalitat) mentre a la península occidental (que té 5 km de llarga i un km d'ample) la ciutat vella s'ha eixamplat amb nous barris cap al sud. La carretera principal que uneix els emirats passa una mica allunyada de la ciutat per evitar el khor. En aquesta zona de la carretera, a uns 3 km, hi ha el parc aquàtic de Dreamland. La seva població és de prop de 45.000 habitants. La zona marítima amb els seus manglars i llacs és objecte d'una intensa urbanització; la zona principal es diu Umm al-Quwain Marina i també destaca White Bay. L'alcalde la ciutat és el xeic Abdulla Bin Ahmed Al-Mualla, germà de l'emir.
La ciutat inicialment era a la vora del khor en una illeta anomenada Al Yafra i després es va traslladar a l'illa El Sannaa i es va dir Malaah; després es va traslladar al seu emplaçament modern avançat el segle xviii a l'entorn d'un fortí construït pel xeic Rashid ibn Majid, i fou elegida pel xeic com la seva capital. Aquesta ciutat fou coneguda llavors com a Umm El Khoreen perquè tenia dues illes, la d'Umm Al Creïn i l'anomenada illa Blanca (Djazira al-Bayda) però després va rebre el nom d'Umm El Jwain o Umm El Qouatain perquè tenia dos golfs dins la ciutat. El seu nom actual té la grafia anglesa.
Llocs destacats de la rodalia són l'illa Dur amb el seu jaciment arqueològic amb la resta d'una ciutat de més de dos mil anys i impressionants tombes, i el santuari d'ocells de l'illa Al Siniyyah (90 km², a un km de la ciutat). Altres illes del khor són Djazira al-Ghallah i Djazira al-Keabe, i les més petites d'Al Sow, Al Qaram, Al Humaidi, Al Chewria i Al Harmala. El khor és ple de manglars.